# Kardemummasånghöna
Kardemummasånghöna (Arborophila cambodiana) är en fågel i familjen fasanfåglar inom ordningen hönsfåglar.

## Utseende och läte
Kardemummasånghöna är en skygg liten hönsfågel. Den är vackert tecknad med bjärt orangefärgat bröst, svartvitfjälliga kroppsidor och svartbandat brun ovansida. Även huvud och hals är orangefärgade. Taxonet diversa, tidigare behandlad som egen art, har mer färglöst ansikte med tydligare markerad ögonlinje samt mer utbredd fjällning ned på buken. Hanen och honan sjunger högljutt i duett, ett par stigande toner följt av en serie tjippande ljud.

## Utbredning och systematik
Kardemummasånghöna delas in i tre underarter med följande utbredning:
- Arborophila cambodiana diversa – bergsskogar i sydöstra Thailand
- Arborophila cambodiana cambodiana – förekommer i tropiska skogar i sydvästra Kambodja
- Arborophila cambodiana chandamonyi – förekommer i sydvästra Kambodja (Krâvanh Mountains)

Underarten diversa urskildes tidigare som egen art, "thaisånghöna".

## Status
Trots det begränsade utbredningsområdet och det faktum att den minskar i antal anses beståndet vara livskraftigt av internationella naturvårdsunionen IUCN.

## Namn
Arten har även kallats kambodjasånghöna, men har blivit tilldelat ett nytt svenskt namn av Birdlife Sveriges taxonomikommitté efter att diversa ("thaisånghöna") inkluderas i arten. Det nya namnet syftar på Kardemummabergen centralt i utbredningsområdet.